# Légua
Die Légua, historisch Legoa, war ein portugiesisches Längenmaß und bezeichnete die portugiesische Leuge.
Die Einführung des neuen Maß- und Gewichtssystems bis Ende 1862 in Portugal hatte wenig Einfluss außerhalb von Lissabon und Porto auf die Meilenmaße.  Auf einem Meridiangrad rechnete man 18 Légua. 10 Palmos waren 2,192 Meter.
- 1 Légua = 28.168 Palmos = 6174,43 Meter (= 6196,96 Meter und 1 Palmos = 0,22 Meter[3][4])
- 1 Légua = 3 Milhas (kleine Meilen) = 24 Estádios